# Carl Scriba (Politiker)

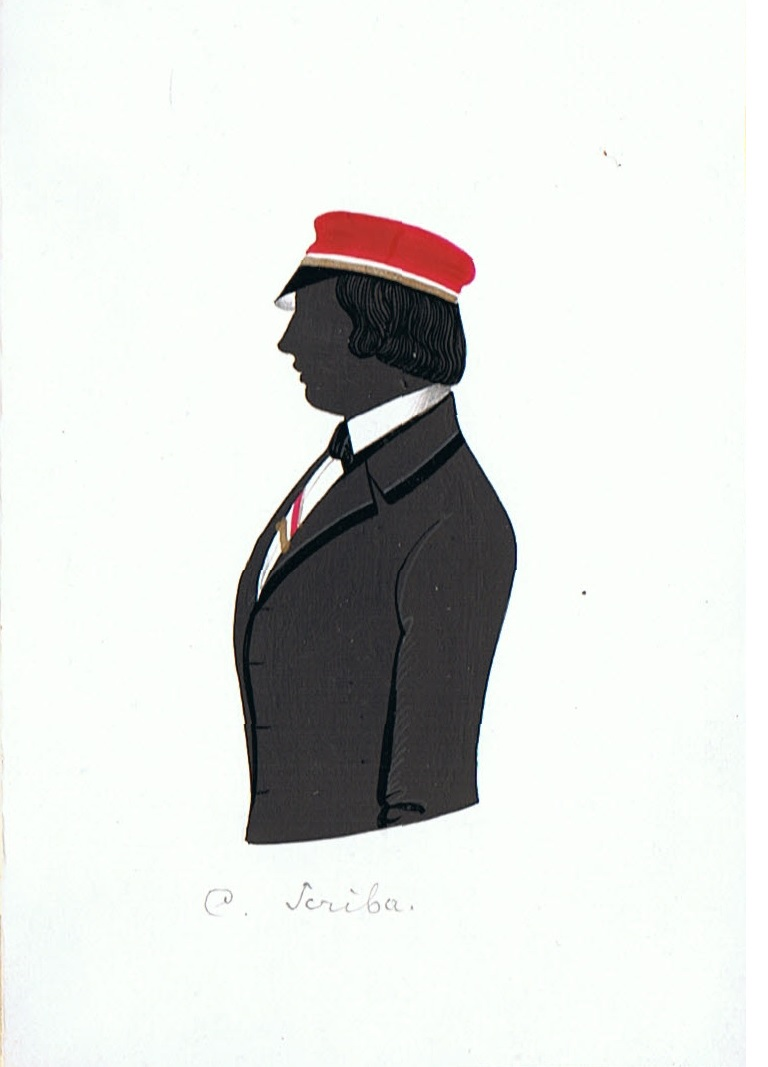
Carl Scriba

Carl Scriba (auch Karl Scriba) (* 1. Januar 1823 in Dieburg; † 9. Dezember 1883 in Friedberg, Großherzogtum Hessen) war ein deutscher Buchhändler und Abgeordneter in Hessen.

## Herkunft
Carl Scriba war der Sohn des Stadteinehmers Johann Philipp Friedrich Scriba (1795–1865) und dessen Ehefrau Sophia geb. Fischer († 1879), der Tochter des Oberschultheißen in Semd, Philipp Fischer. Scriba heiratete am 17. Mai 1853 Elisabetha (Lisette) Maria Anna geb. Müller (1833–1912), die Tochter des Heinrich Wilhelm Müller, Gerbereibesitzer in Friedberg/Hessen.

## Leben
Scriba besuchte das Ludwig-Georgs-Gymnasium. Nach dem Abitur studierte er an der Hessischen Ludwigs-Universität Evangelische Theologie. Am 30. Oktober 1841 renoncierte im Corps Starkenburgia. Am 18. August 1842 wurde er (wie Ferdinand von Herff) recipiert. Am 11. Dezember 1842 und im Wintersemester 1844/45 von der Universität relegiert, wurde er am 14. Dezember 1845 von Starkenburgia als „Ehrenmitglied“ (ehrenhalber, ohne Inaktivierung) aufgenommen. Am 7. und 9. August 1846 fand ein Auszug der Gießener Studentenschaft nach dem Staufenberg aus Protest gegen Übergriffe der Polizei statt. Die Aktion hatte zwar noch eine vorpolitische Qualität, doch konnte sich bei dieser Gelegenheit das Unruhepotential unter den Gießener Studenten formieren. Es konstituierte sich eine Allgemeine Studentenschaft, die ein paar Monate über das Ereignis hinaus Bestand hatte. Zu den Anführern, die das geschäftsführende Komitee der Studentenschaft bildeten, gehörte auch Karl Scriba  Die Kommilitonen aus allen studentischen Lagern, mit denen er hier zusammensaß, profilierten sich anderthalb Jahre später als entschiedene Anhänger der Deutschen Revolution 1848/1849. Ab Herbst 1847 besuchte Scriba das Predigerseminar in Friedberg. Hier fand eine Gruppe oppositionell gesinnter Kandidaten zusammen, die beim Ausbruch der Märzrevolution  sofort aktiv wurden. Einzelheiten sind nicht bekannt; doch exponierte sich Scriba so weit, dass er seine Ausbildung abbrechen und das Predigerseminar verlassen musste. Die Seminarleitung, die ihn als „verdächtig, begabt, (aber mit) durchaus negativer Richtung“ beurteilte, bedauerte immerhin, „daß sein unbezweifeltes Talent ... in dem Gewühle anderer Bestrebungen nicht zur Ausbildung gekommen ist“. Scribas theologische Laufbahn war damit beendet. Er nahm eine Hauslehrerstelle in der Nähe von Friedberg an.
Scriba war 1848 einer der führenden Liberalen in der Wetterau. Als die lang ersehnte Pressefreiheit errungen worden war, griff Scriba zu und wurde Herausgeber des „Wetterauer Volksblattes“. Das Blatt erschien zweimal wöchentlich und vertrat radikale, republikanische Positionen. Verleger war C. Chr. Nagel in Friedberg, gedruckt wurde es bei Kohler und Teller in Offenbach, später bei M. Kuhl in Butzbach. Im breiten Spektrum der damaligen politischen Landschaft nahm Scriba eine weit links stehende Position ein. Er vertrat republikanische Ziele, d. h. die Idee einer deutschen Bundesrepublik mit Anklängen an das Modell der Vereinigten Staaten. Er schloss dabei keineswegs aus, Gewalt anzuwenden, um die Gesellschaft in seinem Sinn zu verändern. So stellte er sich denn auch offen auf die Seite der Aufständischen, die in Baden, Frankfurt/Main, Wien und Budapest den Kampf mit den reaktionären Kräften aufnahmen. Er betätigte sich im politischen Vereinswesen, war Mitbegründer und Vorstandsmitglied des Deutschen Volksvereins und der Demokratischen Vereinigung in Friedberg. Auch gehörte er dem Vorstand des Wehrausschusses für die Wetterau an.
Eine Äußerung zur Gewaltanwendung in seinem Wetterauer Volksblatt führte zu seiner Verhaftung am 18. Juni 1849. Unter entwürdigenden Bedingungen verbrachte er 123 Tage im Gießener Kriminalgefängnis. Am 19. Oktober 1849 stand er in Gießen vor einem Geschworenengericht, angeklagt wegen Aufforderung zum bewaffneten Aufstand zum Zwecke der gewaltsamen Abänderung der hessischen Verfassung und Vorbereitung aufreizender Schriften in hochverräterischer Absicht. Nach achtstündiger Verhandlung erkannten die Geschworenen einstimmig auf nichtschuldig. Sie sahen, wie eine zeitgenössische Tageszeitung bemerkte, „ganz richtig ein, daß es sich um einen politischen Tendenzprozeß handelte“. Dem freigesprochenen Scriba brachte Gießens Bevölkerung Huldigungen dar.
Nach der Verhaftung seines Chefredakteurs musste das Volksblatt seine Tätigkeit am 30. Juni 1849  einstellen. Scriba musste sich nach einer neuen Tätigkeit umsehen. Mit seinem Bruder Heinrich gründete er 1852 in Friedberg eine Buchhandlung, der auch eine Druckerei angeschlossen war. Nach dem Ende der Reaktionsära kam es zum Wiedererstarken der Liberalen. 1859 wurde Scriba Mitglied des Gemeinderats in Friedberg und 1875 Mitglied des Kreistags und des Kreisausschusses des Kreises Friedberg. Von 1879 bis 1883 war er Bürgermeister von Friedberg und 1880 Mitglied der Kreisschulkommission des Kreises Friedberg. Von 1872 bis 1883 gehörte er der Zweiten Kammer der Landstände des Großherzogtums Hessen an. Er vertrat den Wahlbezirk Friedberg-Stadt.